# Condado de Barnwell
O Condado de Barnwell é um dos 46 condados do Estado americano da Carolina do Sul. A sede do condado e o mais populoso município é Barnwell. O condado possui uma área de 1 443 km² (dos quais 23 km² estão cobertos por água), uma população de 23,478 habitantes, e uma densidade populacional de 17 hab/km² (segundo o censo nacional de 2000). O condado foi fundado em 1798.